# Elección legislativa de Francia de 1799
Las elecciones legislativas de Francia de 1799 se realizaron entre el 9 y el 16 de abril del mencionado año. No solo fueron las últimas elecciones legislativas del Directorio, también fueron las últimas elecciones libres hasta 1815.
Se aplicó el sufragio censitario, teniendo derecho a voto solo los ciudadanos que pagaban impuestos. Las elecciones estuvieron marcadas por el éxito de los neojacobinos.

## Composición del Consejo de los Quinientos en 1799
| Partido | Partido            | Estaños |
| ------- | ------------------ | ------- |
|         | Montagnards        | 240     |
|         | Club de Clichy     | 150     |
|         | Ultrarrealistas    | 80      |
|         | Izquierda Francesa | 30      |

- Datos: Q3587158